# Spelaeomysis nuniezi
Spelaeomysis nuniezi är en kräftdjursart som beskrevs av Mihai Bacescu och Traian Orghidan 1971. Spelaeomysis nuniezi ingår i släktet Spelaeomysis och familjen Lepidomysidae. Inga underarter finns listade i Catalogue of Life.